# Relaciones Sudáfrica-Uruguay
Las relaciones Sudáfrica-Uruguay son las relaciones exteriores entre Sudáfrica y Uruguay. Sudáfrica tiene una embajada en Montevideo. Uruguay tiene una embajada en Pretoria y un consulado en Durban.
El comercio entre ambos países es muy importante, con Uruguay vendiendo commodities y productos agroindustriales. Existe una Cámara de Comercio Uruguay-Africa, que abarca el comercio entre Uruguay y diferentes países africanos.
Ambos países son miembros de pleno derecho del Grupo de Cairns y del Grupo de los 77.